# فيودور براون
كان فريدريش براون أو فيودور ألكسندروفيتش براون (بالإنجليزية: Fyodor Aleksandrovich Braun)‏، (20 يوليو 1862 - 14 يونيو 1942) باحثًا روسيًا ألمانيًا قدم دعمًا لغويًا وأسطوريًا (ميثوغرافيّاً) للنظرية النورمانية.

## سيرة ذاتية
جاء براون لدراسة الملاحم الاسكندنافية والجرمانية بناءً على نصيحة ألكسندر فيسيلوفسكي. تخرج من جامعة سانت بطرسبرغ في عام 1885 (بميدالية ذهبية لأطروحته عن بيوولف) وكان محاضرًا في دورات Bestuzhev. عُيّن عميدًا لقسم التاريخ وعلم اللغة في الجامعة في عام 1905. تتعلق كتاباته الرئيسية، بما في ذلك دراسة عام 1899 حول العلاقات بين القوط والسلاف القدماء، وبتاريخ الشعوب الجرمانية في أوروبا الشرقية.
في عام 1920، تم إرسال البروفيسور براون في رحلة عمل إلى ألمانيا، حيث قرر البقاء. انضم إلى أعضاء هيئة التدريس في جامعة لايبزيغ في عام 1922 ونشر ورقة تدعم النظرية الجابيتية. تقاعد من التدريس بعد 10 سنوات. كان من بين تلاميذه إيلينا ريدزيفسكايا وفيكتور جيرمونسكي.